# 紫月音寧
紫月 音寧（しづき おとね、1月25日 - ）は、元宝塚歌劇団星組娘役。
高知県須崎市、土佐女子高校出身。身長162cm。愛称は「おとね」。

## 来歴
2004年、92期生として宝塚音楽学校へ入学。
同期生には、蘭乃はな、真風涼帆、彩凪翔などがいる。
2006年4月、宝塚歌劇団入団。宙組『NEVER SAY GOODBYE』で初舞台。宝塚入団時の成績は48人中33位。同年5月10日、星組に配属。
2021年12月26日、「柳生忍法帖／モアー・ダンディズム!」東京公演千秋楽をもって、宝塚歌劇団を退団。

## 主な舞台出演
- 2009年2月、『My dear New Orleans －愛する我が街－』新人公演：フローラ（本役：朝峰ひかり）／『ア ビヤント』
- 2009年6月、『太王四神記 Ver.Ⅱ －新たなる王の旅立ち－』新人公演：モラン（本役：白妙なつ）
- 2011年1月、『メイちゃんの執事 -私の命に代えてお守りします-』（バウホール・東京特別）夏目不二子
- 2011年8月、『ランスロット』（バウホール）エミリー
- 2011年11月、『オーシャンズ11』新人公演：ベス（本役：優香りこ）
- 2012年3月、『天使のはしご』（東京特別・バウホール）デ・バーグ嬢
- 2012年5月、『ダンサ・セレナータ』クリスティナ、新人公演：ミージア（本役：夢妃杏瑠）／『Celebrity －セレブリティ－』
- 2012年9月、『琥珀色の雨にぬれて』カトリーヌ／『Celebrity －セレブリティ－』（全国ツアー）
- 2012年11月、『宝塚ジャポニズム〜序破急〜』／『めぐり会いは再び2nd〜Star Bride〜』新人公演：ブラン（本役：白妙なつ）／『Étoile de TAKARAZUKA』
- 2013年3月、『南太平洋』（ドラマシティ・東京特別）リタ・アダムス
- 2013年9月、柚希礼音スペシャルライブ『REON!! II』（東京特別・博多座）
- 2014年5月、『かもめ』（バウホール）召使（女）
- 2014年11月、『風と共に去りぬ』（全国ツアー）リンダ
- 2015年2月、『黒豹の如く』エレナ／『Dear DIAMOND!! - 101カラットの永遠の輝き-』
- 2015年6月、『大海賊 -復讐のカリブ海-』イルマ／『Amour それは…』（全国ツアー）
- 2015年8月、『ガイズ＆ドールズ』ホット・ドールズ
- 2016年1月、『LOVE & DREAM』（東京特別・博多座）
- 2016年3月、『こうもり／『THE ENTERTAINER！』
- 2016年7月、『One Voice』（バウホール）
- 2016年8月、『桜華に舞え -SAMURAI The FINAL-』竹下チカ／『ロマンス!!（Romance）』
- 2017年1月、『燃ゆる風 －軍師・竹中半兵衛－』（バウホール）光
- 2017年3月、『THE SCARLET PIMPERNEL』ルネ
- 2017年7月、『オーム・シャンティ・オーム －恋する輪廻－』シャバナ
- 2017年9月、『ベルリン、わが愛』レビュー・ガール／『Bouquet de TAKARAZUKA』
- 2018年2月、『うたかたの恋』ヴェッツェラ男爵夫人／『Bouquet de TAKARAZUKA』（中日劇場）
- 2018年4月、『ANOTHER WORLD』お仙／『Killer Rouge』
- 2018年8月、『Thunderbolt Fantasy 東離劍遊紀』傀儡師／Killer Rouge／星秀☆煌紅』（梅田芸術劇場・日本青年館・台北国家戯劇院・高雄至徳堂）
- 2019年1月、『霧深きエルベのほとり』エルメンライヒ夫人／『ESTRELLAS～星たち～』
- 2019年5月、『鎌足-夢のまほろば、大和し美し-』（ドラマシティ・日本青年館）舂米女王
- 2019年7～10月、『GOD OF STARS -食聖-』ミシェル／『Éclair Brillant（エクレール ブリアン）』
- 2019年11～12月、『龍の宮物語』（バウホール）岩鏡
- 2020年2～3月、『眩耀の谷〜舞い降りた新星〜』村の女／『Ray-星の光線-』（宝塚大劇場）
- 2020年7～9月、『眩耀の谷〜舞い降りた新星〜』村の女／『Ray-星の光線-』（東京宝塚劇場）
- 2020年12月、『シラノ・ド・ベルジュラック』（ドラマシティ）ロクサアヌの腰元
- 2021年2～5月、『ロミオとジュリエット』
- 2021年7月、『マノン』（バウホール・KAAT神奈川芸術劇場）オリベイラ夫人
- 2021年9～12月、『柳生忍法帖』お品／『モアー・ダンディズム!』退団公演